# Gladys Erbetta

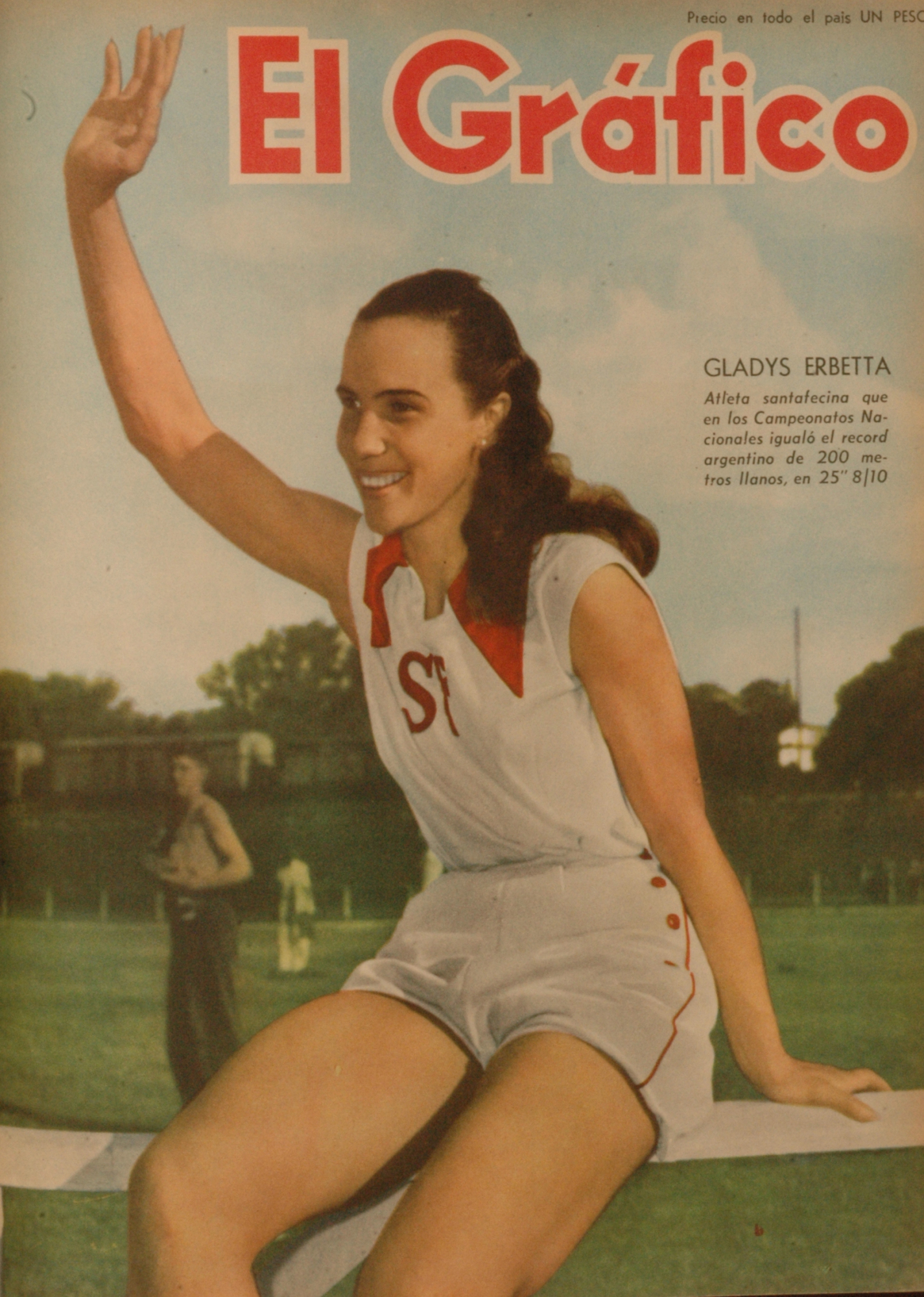
Gladys Erbetta

Gladys Erbetta (Gladys Ivonne Erbetta Huri; * 28. September 1928 in Santo Tomé, Provinz Santa Fe) ist eine ehemalige argentinische Sprinterin, Weitspringerin und Hochspringerin.
Bei den Panamerikanischen Spielen 1951 in Buenos Aires wurde sie Fünfte im Hochsprung.
1952 siegte sie bei den Südamerikameisterschaften in Buenos Aires im Weitsprung. Bei den Olympischen Spielen in Helsinki kam sie im Weitsprung auf den 18. Platz und schied über 200 m und in der 4-mal-100-Meter-Staffel im Vorlauf aus.
1955 gewann sie bei den Panamerikanischen Spielen in Mexiko-Stadt Silber mit der argentinischen 4-mal-100-Meter-Stafette. 1956 in Santiago wurde sie Südamerikameisterin über 100 m und im Weitsprung und holte Silber über 200 m.

## Persönliche Bestleistungen
- 100 m: 12,2 s, 15. April 1956, Santiago de Chile
- 200 m: 25,0 s, 11. Oktober 1953, Rosario
- Weitsprung: 5,88 m, 15. April 1956, Santiago de Chile